# Vesícula seminal
Les vesícules o glàndules seminals són unes glàndules productores del 60% del volum del líquid seminal situades en l'excavació pelviana. Darrere de la bufeta urinària, davant del recte i immediatament per sobre de la base de la pròstata, amb la qual estan unides pel seu extrem inferior.
El conducte de la vesícula seminal i el conducte deferent formen el conducte ejaculador, que desemboca a la uretra prostàtica.
Cada vesícula seminal és un túbul lobulat, revestit per l'epiteli secretor que secreta un material mucoide ric en fructosa i altres substàncies nutritives, així com grans quantitats de prostaglandina i fibrinogens, durant el procés d'emissió i d'ejaculació, cada vesícula seminal buida el seu contingut al conducte ejaculador, poc temps després que el conducte deferent buidi els espermatozoides. Això augmenta notablement el volum de semen ejaculat. La fructosa i altres substàncies del líquid seminal tenen un considerable valor nutritiu per als espermatozoides ejaculats fins que un d'ells fecunda l'òvul.
Es creu que les prostaglandines ajuden de dues maneres a la fecundació:
1. Reaccionant amb el moc cervical femení, per fer-lo més receptiu al moviment dels espermatozous
2. Desencadena contraccions peristàltiques invertides del úter i de les trompes de Fal·lopi per moure els espermatozoides cap als ovaris
També proporciona un fluid que, juntament amb el de la glàndula prostàtica, activa el moviment vigorós de les cèl·lules d'esperma després de l'ejaculació. L'afectació de les vesícules seminals en un càncer de pròstata empitjora el pronòstic.